# Motyl i skafander
Motyl i skafander (fr. Le scaphandre et le papillon) – francusko-amerykański dramat biograficzny z 2007 roku w reżyserii Juliana Schnabla, zrealizowany na podstawie autobiografii Jeana-Dominique’a Bauby’ego pt. Skafander i motyl. Zdjęcia kręcono w miejscowościach Berck (departament Pas-de-Calais) oraz Lourdes (Pireneje Wysokie).

## Fabuła
Film przedstawia życie Jeana-Dominique’a Bauby’ego po udarze mózgu, który spowodował u niego zespół zamknięcia – stan, w którym pacjent zachowuje zdolność myślenia i kojarzenia, jednak ze względu na paraliż niemal wszystkich mięśni nie jest w stanie się poruszać. Jedynym sposobem, w jaki może kontaktować się z otoczeniem, jest poruszanie lewą powieką (prawe oko zostało zszyte).
Pierwsza część filmu przedstawia świat z punktu widzenia Jeana-Dominique’a Bauby’ego, budzącego się ze śpiączki po udarze. W dalszej części pojawiają się także sceny ukazujące pacjenta „z zewnątrz”, jak również jego przeszłość, wspomnienia oraz fantazje. Po opracowaniu przez jego terapeutkę sposobu porozumiewania się ze światem (podczas gdy osoba rozmawiająca z pacjentem odczytuje litery ułożone według częstotliwości ich występowania, pacjent mruga powieką w odpowiednim momencie, a składane w ten sposób litery tworzą wyrazy i całe zdania) Bauby, który przed wypadkiem był redaktorem magazynu "Elle" i podpisał kontrakt na opublikowanie książki swojego autorstwa, wpada na pomysł napisania autobiografii przy użyciu tej żmudnej metody.

## Obsada
- Mathieu Amalric – Jean-Dominique Bauby
- Emmanuelle Seigner – Céline Desmoulins
- Marie-Josée Croze – Henriette Durand
- Anne Consigny – Claude
- Patrick Chesnais – dr Lepage
- Niels Arestrup – Roussin
- Olatz López Garmendia – Marie Lopez
- Jean-Pierre Cassel – ojciec Lucien/sprzedawca
- Marina Hands – Joséphine
- Max von Sydow – Papinou
- Isaach De Bankolé – Laurent
- Emma de Caunes – cesarzowa Eugenia
- Jean-Philippe Écoffey – dr Mercier/Noirtier de Villefort
- Anne Alvaro – Betty
- Françoise Lebrun – pani Bauby[2]

## Nagrody i nominacje
2007:
- MFF w Cannes:
  - nagroda za reżyserię – Julian Schnabel
  - nagroda techniczna – Janusz Kamiński
- Camerimage w Łodzi:
  - Złota Żaba za najlepsze zdjęcia – Janusz Kamiński
- Nagroda Stowarzyszenia Krytyków Filmowych z Waszyngtonu dla najlepszego filmu zagranicznego
- Nagroda Stowarzyszenia Krytyków Filmowych z Południowego Wschodu dla najlepszego filmu zagranicznego
- Golden Satellite:
  - Autear Award – Julian Schnabel
  - Nagroda za najlepsze zdjęcia – Janusz Kamiński
- Nagroda Stowarzyszenia Krytyków Filmowych z San Francisco dla najlepszego filmu zagranicznego
- Nagroda Stowarzyszenia krytyków Filmowych z Phoenix dla najlepszego filmu zagranicznego
- Nagroda Stowarzyszenia Krytyków z Los Angeles za najlepsze zdjęcia – Janusz Kamiński

2008:
- Złote Globy:
  - Najlepszy film zagraniczny
  - Najlepszy reżyser – Julian Schnabel
  - Najlepszy scenariusz – Ronald Harwood (nominacja)
- Oscary
  - Najlepszy reżyser – Julian Schnabel (nominacja)
  - Najlepszy scenariusz adaptowany – Ronald Harwood (nominacja)
  - Najlepsze zdjęcia – Janusz Kamiński (nominacja)
  - Najlepszy montaż – Juliette Welfling (nominacja)